# Сандерс, Фёдор Иванович
Фёдор Иванович Сандерс (1755—1836) — военный деятель Российской империи, генерал-лейтенант (1830), участник Наполеоновских войн.

## Биография
Фёдор Сандерс родился 1 января 1755 года; из остзейских дворян.
Получил домашнее образование и десяти лет от роду был записан рядовым в Киевский пехотный полк. В 1769 году, в звании сержанта, начал свою боевую службу под стенами Хотина, участвуя при осаде и взятии этой крепости, а в следующем году, в рядах полка, участвовал в сражениях при Ларге и Кагуле. Произведенный 1-го января 1771 года в прапорщики и находясь в отряде генерала Вейсмана, принимал участие в поисках к турецким крепостям: Тульче, Бабадагу и Килии и 24 ноября того же года, за отличие по службе, был произведен в подпоручики. По окончании войны, продолжая службу в том же полку, дослужился до чина капитана. В 1778 году был переведён в Алексеевский (Алексопольский) пехотный полк, в котором прослужил девять лет и из которого был переведен в Лифляндский егерский корпус. Во время второй турецкой войны, в чине секунд-майора, находился при осаде и штурме Очакова, за что был награждён золотым крестом, установленным за взятие этой крепости.
Участвовал в польских событиях 1794 года и Русско-турецкой войне 1806—1812 годов
16 июня 1810 года получил чин генерал-майора и 16 февраля 1810 года занял должность шефа 29-го егерского полка. После 23 марта 1812 года состоял по армии.
После вторжения Наполеона в пределы Российской империи принял участие во множестве боев Отечественной войны 1812 года.
После изгнания врага с родной земли, принял участие в заграничном походе русской армии.
6 апреля 1830 года был произведён в генерал-лейтенанты.
9 мая 1834 года получил почётную отставку.
Фёдор Иванович Сандерс умер 1 января 1836 года в городе Санкт-Петербурге.

## Семья
Мать, Софья Лаврентьевна (родилась около 1720 года), сестра пензенского гражданского губернатора Ф. Л. Вигеля.
Вторым браком женат на княгине Марине Игнатьевне Яблоновской, урождённой Шептицкой; от этого брака дочь Ольга. Племянник его первой жены Ф. Вигель так описывает заключение этого брака:

К числу странностей его характера и жизни принадлежит и самый брак; он выиграл жену свою на бильярде. Одна молодая, прекрасная киевская мещанка пленила богатого, ветреного поляка, князя Яблоновского, вышла за него замуж и через год или два ему надоела. Сандерс часто играл в бильярд с Яблоновским и выиграл у него несколько тысяч злотых. Когда он стал требовать от него уплаты, то увидел его Ариадну, воспламенился и предложил ему взаимную уступку. Договор был скоро заключен, ибо все стороны изъявили согласие, особенно же молодая княгиня, по чувству оскорбленного самолюбия. Он прожил с ней до самой смерти лет сорок пять.— «Записки» Вигеля
И. П. Липранди, комментируя этот эпизод в воспоминаниях Вигеля, отмечает, что выиграть жену в бильярд люди XVIII века, конечно, могли, но в данном случае это, как видно из самого вигелевского описания, преувеличение.
Сын - Фёдор.